# كارل كون
كارل كون (بالإنجليزية: Karl Kohn)‏ هو معلم موسيقى وعازف بيانو وملحن أمريكي، ولد في 1 أغسطس 1926 في فيينا في النمسا.

## وصلات خارجية
- كارل كون على موقع ميوزك برينز (الإنجليزية)
- كارل كون على موقع أول ميوزيك (الإنجليزية)
- كارل كون على موقع ديسكوغز (الإنجليزية)